# Mydaea castanea
Mydaea castanea är en tvåvingeart som beskrevs av Albuquerque 1955. Mydaea castanea ingår i släktet Mydaea och familjen husflugor. Inga underarter finns listade i Catalogue of Life.